# 채썰기

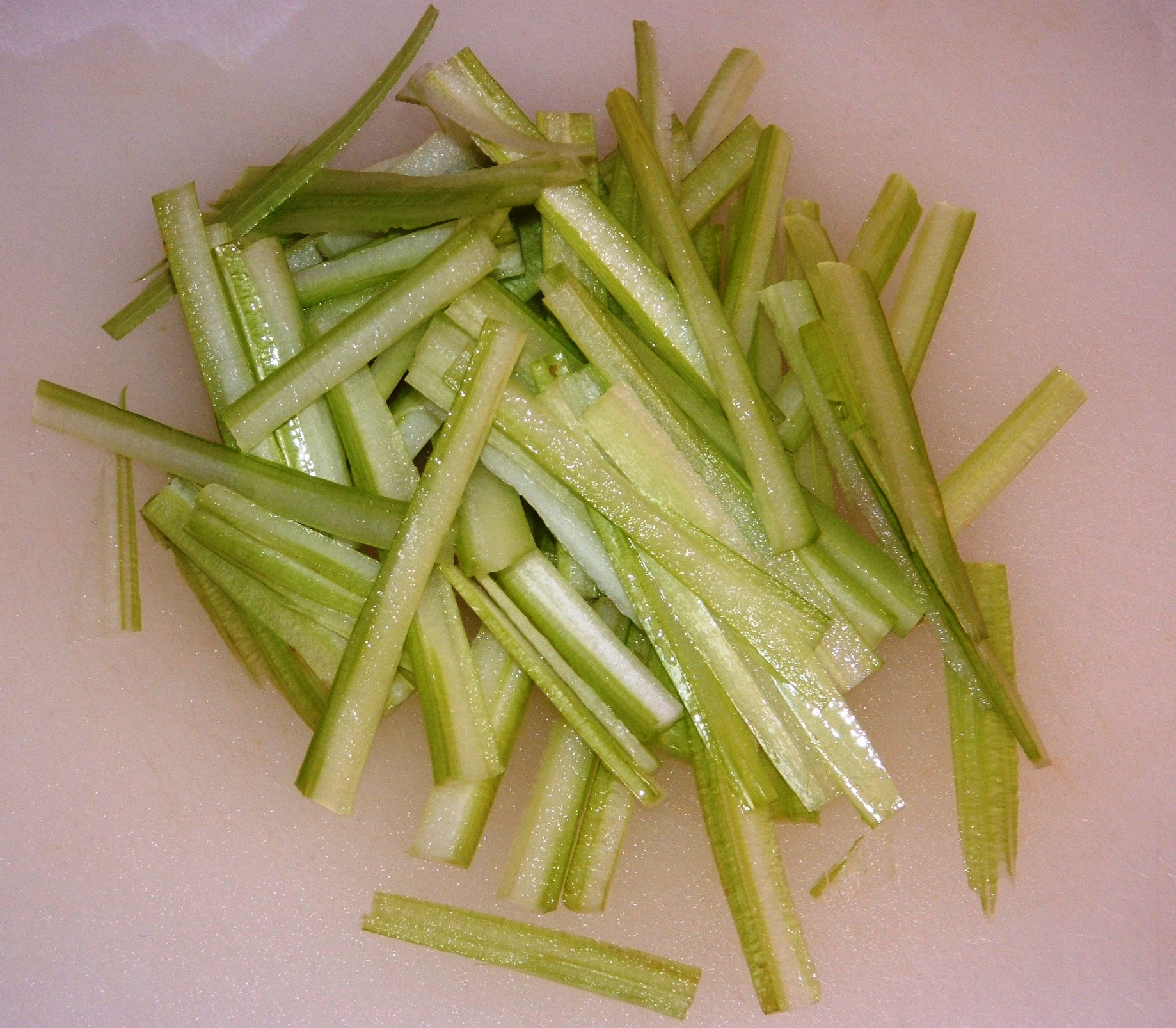
셀러리 채

채썰기는 채소나 과일 등을 가늘고 길쭉하게 잘게 써는 것이다. 채썬 채소나 과일은 채라 부른다.

## 같이 보기
- 다지기
- 채칼